# Karlstein

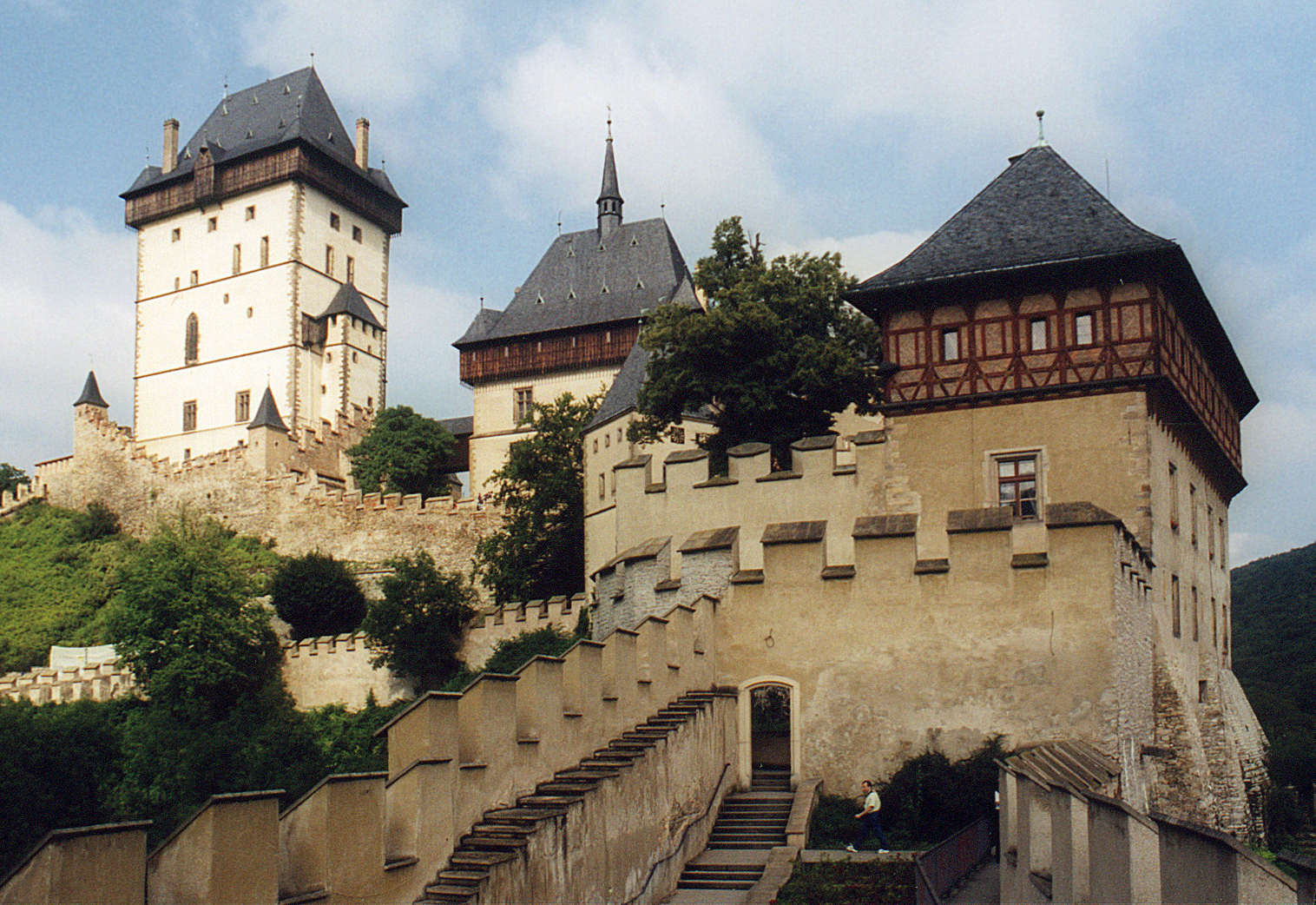
Slottet Karlstein.

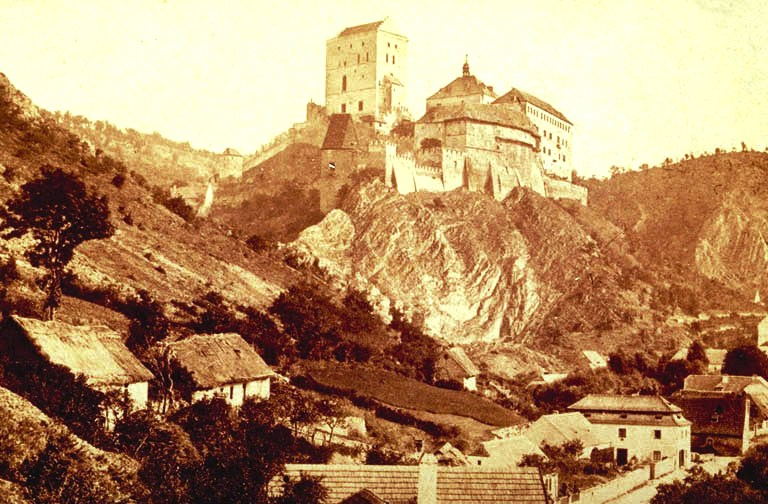
Karlstein fotograferat 1870.

Karlstein (tyska: Burg Karlstein; tjeckiska: Hrad Karlštejn, tidigare Karlův Týn) är ett slott i gotisk stil i köpstaden Karlštejn 30 km sydväst om Prag i Tjeckien. Det grundades 1348 av Karl IV. Historiskt har slottet tjänat som förvaringsplats för såväl Tysk-romerska rikets kejserliga riksregalier som Böhmens kröningsjuveler, heliga reliker och andra kungliga skatter. Idag är slottet ett av Tjeckiens mest berömda och välbesökta slott.

## Historia
Slottet grundades 1348. Matthias av Arras utpekas ofta som arkitekt, men han dog redan 1352 och Karl IV övervakade själv bygget av slottet och dekorationen av interiörerna. Byggnadsarbetena avslutades nästan 20 år senare, när Heliga korsets kapell i centraltornet färdigställdes.
Efter husitkrigens utbrott evakuerades riksregalierna 1421 och fördes via Ungern till Nürnberg. År 1422, under slottets belägring, använde de angripande husiterna biologiska vapen, när Sigismund Korybut med hjälp av katapulter kastade döda (men inte pestsmittade) kroppar och 2 000 vagnlaster dynga över slottsmurarna. Så vitt man vet lyckades han sprida infektioner bland försvararna. Senare flyttades de böhmiska kronjuvelerna till slottet och förvarades där i närmare två århundraden med kortare avbrott.
Slottet rekonstruerades flera gånger: i sengotisk stil efter 1480 och i renässansstil under 1500-talets sista fjärdedel. År 1619, under trettioåriga kriget, flyttades kröningsjuvelerna och arkivet till Prag, och 1620 förvärvades slottet av kejsar Ferdinand II. Slottet fick förfalla efter att ha erövrats av svenskarna 1648, men rekonstruerades i nygotisk stil av Josef Mocker mellan 1887 och 1899, och fick då sitt nuvarande utseende.
Den närliggande byn grundades under byggandet av slottet och bar dess namn innan den döptes om till Buda efter husitkrigen. På 1700-talet fick den namnet Budňany. Den slogs senare samman med Poučník och fick namnet Karlštejn.

## Världsarvsstatus
Den 6 juli 2001 sattes Karlstein upp på Tjeckiens tentativa världsarvslista.